# Den Svenske Nationalsocialisten
Den Svenske Nationalsocialisten (DSNS) var huvudorgan för Nationalsocialistiska arbetarepartiet - NSAP (efter namnbyte 1938 Svensk socialistisk samling) före och under andra världskriget, och utkom med sitt första nummer 25 januari 1933.
Tidningen utkom en gång i veckan från och med 1934 och två gånger i veckan från och med 1935. Fram till juli 1938 producerades tidningen i Göteborg. Från 1 augusti 1938 skedde tryckningen av tidningen i partiets nya tryckeri Grundläggaren, som man iordningställt i den nyligen inköpta fastigheten på Luntmakargatan 27 i Stockholm. Efter NSAP:s namnbyte skedde ett namnbyte även för tidningen. DSNS hette från januari 1939 Den Svenske Folksocialisten och utkom från nyåret 1942 som veckotidning. Tidningen utkom in på 1950-talet, men tidningens kvalitet, upplaga och utgivningstakt sjönk i takt med uteblivna tyska krigsframgångar. Partiet självt upphörde definitivt 1950.

## NSF
År 2000 registrerades namnet åter, men nu som huvudorgan för Nationalsocialistisk Front (NSF) som en fortsättning på partiets tidning som tidigare hette Den Sanne Nationalsocialisten. Tidningen, som förkortades DSNS, gavs till en början ut som tabloidtidning med sporadisk utgivningstakt och därefter som en gratistidning i A4-format, vilken även tillhandahölls genom nerladdning från Internet. Den 5 augusti 2009 skrevs den sista notisen i tidningen där man tackade för sig och berättade att tidningen därmed slutat att uppdateras. Partiet Folkfrontens tidning Realisten tog därmed över efter DSNS. Chefredaktör var Göran Jonsson.